# Wait Till the Sun Shines, Nellie
Wait Till the Sun Shines, Nellie is een Amerikaanse dramafilm uit 1952 onder regie van Henry King.

## Verhaal
Ben Halper is kapper in een klein stadje in Illinois. Hij ziet met lede ogen aan hoe de stad zich in snel tempo ontwikkelt. Hij wil zijn vrouw Nellie beschermen tegen de boze buitenwereld. Wanneer Ben wordt opgeroepen als soldaat tijdens de Eerste Wereldoorlog, komt ze in opstand. Ze maakt een reis naar Chicago, waardoor haar huwelijk onder druk komt te staan.

## Rolverdeling
| Acteur          | Personage        |
| --------------- | ---------------- |
| Jean Peters     | Nellie Halper    |
| David Wayne     | Ben Halper       |
| Hugh Marlowe    | Ed Jordan        |
| Albert Dekker   | Lloyd Slocum     |
| Helene Stanley  | Eadie Jordan     |
| Tommy Morton    | Benny Halper jr. |
| Joyce Mackenzie | Bessie Jordan    |
| Alan Hale jr.   | George Oliphant  |
| Richard Karlan  | Mike Kava        |
| Bill Walker     | Robert Waverly   |